# Вентура Салимбени
Вентура ди Аркàнджело Салимбèни (на италиански: Ventura di Arcangelo Salimbeni), известен като Бевилàкуа (Bevilacqua; * 20 януари 1568, Сиена, Сиенска република, † 1613 пак там) е италиански художник-маниерист и гравьор, един от последните представители на Сиенска школа от периода на Куатроченто.

## Биография и творчество
Салимбени е роден в Сиена. Учи живопис заедно със своя полубрат Франческо Вани при баща им Арканджело Салимбени в ателие в родния им град Сиена.
Вероятно прекарва известно време в Северна Италия, а след това се премества в Рим през 1588 г., за да работи, заедно с всички останали, по изписването на Ватиканската библиотека на папа Сикст V.
През 1590 и 1591 г. получава поръчка от кардинал Бонифаций Бевилакуа Алдобрандини за някои картини в Църквата на Иисус и в Базилика „Санта Мария Маджоре“, и двете разположени в Рим. Влиянието на маниеристичните художници Кавалер д'Арпино и Андреа Лили е очевидно в тези му творби.
Салимбени се завръща в Сиена през 1595 г. Тук той става един от последните майстори на Маниеристичната школа, в този период на преход към Бароковия стил. По време на престоя си в Сиена той е силно повлиян от гениалния стил на Федерико Барочи, както може да се види в драпериите, подчертани от резки промени на светлината и вълнообразни повърхности, присъстващи в Раждането на Богородица (1607 - 1608 г.) в църквата „Сан Доменико“ във Ферара.
В периода между 1589 и 1594 г. Салимбени прави в Рим няколко офорта, седем от които оцеляват. Те са сред най-добрите италиански отпечатъци за периода. Най-ранният и най-голям е „Кръщение Христово“ от 1589 г., който той създава в сътрудничество с по-опитния Амброджо Брамбила.
От 1595 до 1602 г. завършва живописни цикли за сиенските църкви като Оратория на Светата Троица. известни са неговите подробни подготвителни скици и много от тях днес се намират в Уфици във Флоренция и в Де Янг в Сан Франциско. Около 1600 г. започва да рисува сцени от живота на Свети Хиацинт в сиенската църква „Санто Спирито“. Тези творби показват в сградите и пейзажа на заден план перспектива, която може да бъде проследена до стила на сиенския маниеристичен художник Доменико Бекафуми. Също така за църквата „Санто Спирито“ Салимбени завършва многобройни живописни цикли. През тези години той продължава да създава картини за други италиански църкви, например във Флоренция. Във флорентинската базилика „Сантисима Анунциата“ той изписва фрески на няколко люнета със сцени от историята на Сервитския орден между 1605 и 1608 г. В Катедралата „Сан Салваторе“ рисува Йоан Кръстител.

Също през 1600 г. той има поръчка за създаването на фреските Възкресението на Христос и Умираща Света Клара, посетена от папата, и двете за свода на параклиса „Сан Масимо“ в Базилика „Санта Мария дели Анджели“ в Асизи.
На Салимбени  през 1603 г. са поръчани други фрески, свързани със сцени на светците Кирико и Джулита в едноименната църква в Сиена, една от най-старите в града. Както преди за църквата „Света Троица“, и тук той работи заедно с художника Алесандро Казолани.
Това е период, пълен с нови задачи за сиенския художник. Три други картини са изпълнени от него за църквата „Сан Лоренцо“ в Сан Пиетро ди Монталчино: Доставянето на ключовете (1599), Диспутът на Евхаристията (1600) и Разпятието (1604).
По същото време той участва и в създаването на две творби в базиликата „Сан Пиетро“ в Перуджа: Видението на Григорий Велики и Наказанието на Давид. Папският легат, кардинал Бонифаций Бевилакуа, поръчал тези работи, е толкова ентусиазиран от резултата, че го награждава с Ордена на Златната шпора, най-престижния на Светия престол. В същото време той е упълномощен да се нарича „Кавалер Бевилакуа".
Между 1607 и 1609 г. работи в Пиза, където рисува платно, озаглавено „Възнесение Богородично“ за църквата „Сан Фредиано“ в Пиза и преди всичко допринася за новата живописна украса на галерията на катедралата в Пиза с картината „Вечният в слава“ и Архангелите (сега поставени в южната пътека) и Падането на манна. През 1612 г. той създава Житие на Свети Галган за църквата „Сантучо“ в Сиена, със светеца отшелник и гора на заден план.
Последното му произведение на изкуството е картината с маслени бои Сватбата на Богородица за Епархийската семинария във Фолиньо, през 1613 г., сега изложена в Музея на епархийския капитул във Фолиньо.
В своя артистичен живот той се вдъхновява от Федерико Барочи, Доменико Бекафуми и богатата и хармонична палитра на Чиголи. Сред неговите ученици са Алесандро Казолани и Рутилио Манети.
По време на престоя си в Рим от 1589 до 1594 г. той също гравира някои офорти, от които само седем са достигнали до наши дни. Те със сигурност са сред най-изисканите италиански произведения от периода. Първият в хронологичен ред и по размер е Кръщението на Христос от 1589 г., изпълнено в сътрудничество с по-опитния Амброджо Брамбила.
През 1634 г. Бернардино Капители прави посмъртно негов портрет.

## Списък с творби
- Света Агнеса (Sant'Agnese) (1590, офорт, Музей „Де Янг“, Сан Франциско, Калифорния)
- Благовещение (L'Annunciazione) (1594, рисунка, Музей „Де Янг“, Сан Франциско, Калифорния)
- Сватба на Дева Мария (Matrimonio della Vergine) (1590, Музей „Де Янг“, Сан Франциско, Калифорния)
- Две Изследвания на една жена (Due Studi di donna) (Музей „Де Янг“, Сан Франциско, Калифорния)
- Фигуративни етюди на мъж и седнала жена (Studi figurativi di un uomo e di una donna seduta) (Музей „Де Янг“, Сан Франциско, Калифорния)
- Изследвания на мъжка фигура с меч (Studi di una figura maschile con la spada) (Музей „Де Янг“, Сан Франциско, Калифорния)
- Мадона с Младенеца (Madonna col Bambino) (Музей „Де Янг“, Сан Франциско, Калифорния)
- Studi figurativi di un uomo e di una donna in piedi (Музей „Де Янг“, Сан Франциско, Калифорния)
- Св. св. Анна и Йоаким (Santi Anna e Gioacchino) (1590, офорт, Музей „Де Янг“, Сан Франциско, Калифорния)
- Благовещение (L'Annunciazione) (Museum of Fine Arts, Budapest)
- Смърт на Св. Киара с благословията на папа Инокентий IV (Morte di Santa Chiara con benedizione di papa Innocenzo IV) (disegno, Музей „Фицуилям“, Кеймбридж, UK)
- Христос на кръста с Дева Мария, Мария Магдалена и Св. Йоан (Cristo sulla Croce con la Vergine, Maddalena e San Giovanni) (Худ. институт Courtauld, Лондон)
- Две изследвания на женска глава, скица на крак (Due studi di testa di donna, schizzo di un piede) (Courtauld Institute of Art, Londra)
- Коленичил младеж с ваза (Giovane in ginocchio con un vaso) (Courtauld Institute of Art, Londra)
- Архиепископ Асканий I Пиколомини представя излекувана на Дева Мария (L'Arcivescovo Ascanio I Piccolomini presenta una miracolata alla Vergine) (Архиепископски дворец на Сиена)
- Сватбата на Дева Мария (Matrimonio della Vergine) (Епархийска семинария на Фолиньо)
- Дева Мария и Младенеца в слава (La Vergine e il Bambino in Gloria– (1590, Grand Rapids Museum of Art, Мичиган)
- Троицата със св. Петър и св. Бернар (Trinità con San Pietro e San Bernardo) (Музей „Феш“, Аячо, Франция)
- Етюд за олтарна картина (Studio per una pala d'altare) (рисунка, Худ. музей „Фог“, Бостън, Масачузетс)
- Света Екатерина ослепява с погледа си флорентинските войници (Santa Caterina acceca con lo sguardo i soldati fiorentini (Музей „Тайлърс“, Харлем, Ню Йорк)
- Св. Лаврентий и Св. Карл Боромео се покланят на Христовото име (San Lorenzo e San Carlo Borromeo adorano il Nome di Gesù) (Катедрала на Гросето)
- Фрески „Възкресение Христово“ (Resurrezione di Cristo) (Църква „Св. Йоан Кръстител“ в Баньо Виньони)
- Фреска „Троицата действаща на света“ (Trinità all'opera col Mondo) (Църква „Сан Лоренцо“ в Сан Пиетро ди Монталчино)
- Възкресение Христово (Resurrezione di Cristo) в параклиса на Отнасянето на Господ в базиликата Санта Мария дели Анджели в Асизи
- Разпятие (Crocifissione) (Propositura dei Santi Giusto e Clemente, Кастелнуово Берарденга)
- Изкачването на Голгота (Andata al Calvario) (Църква „Св. Августин“, Сиена)
- Свети Антоний в поклонение на Младенеца (Sant'Antonio in adorazione di Gesù Bambino) (Църква „Св. Донат“, Киани)
- Опечалената Мадона и светии (Madonna addolorata e santi) (Църква на Компанията на Сан Салваторе, Скрофиано)
- Мъченичеството на Св. Екатерина Александрийска (Martirio di Santa Caterina d'Alessandria) (Енорийска църква Свети Филип и св. Яков, Монталчино)
- Блажени Пиетро Петрони (Beato Pietro Petroni) (1597, Енорийска църква Свети Филип и Яков, Монталчино)
- Св. Симон Сток, който получава от Дева Мария ордена (San Simone Stock che riceve dalla Vergine lo scapolare) (Църква на Св. Франциск, Монталчино)
- Посещението (Visitazione) (Църква на Мадоната на Виталета, Сан Куирико д'Орча)
- Чудото на снега (Miracolo della Neve) (Светилище на Мадоната на милосърдието (или на Коронясаната), Арчидосо)
- Рождение Богородично (Nascita della Vergine) и Dormitio Virginis, (Църква „Санта Мария в портика във Фонтегиуста“), Сиена)
- Благовещение и Вечният (L'Annunciata e l'Eterno) (1597, Контрада Леокорно, Сиена)
- Разпятие (Crocifissione) (1600, Базилика „Сан Доменико“, Сиена)
- Благовещение (Annunciazione) и Рождество (Natività) (1607, Църква „Сан Фредиано“, Пиза)
- Мъченичеството на Света Цецилия (Martirio di Santa Cecilia) (1607, Църква „Санта Чечилия“, Пиза)
- Падането на манна (La caduta della Manna) (1607, Катедрала на Санта Мария Асунта, Пиза)
- Вечният в слава и архангелите (Eterno in Gloria e gli Arcangeli) (1609, Катедрала на Санта Мария Асунта, Пиза)
  - Поклонението на пастирите (Adorazione dei Pastori) (opera firmata e datata 1610, Църква „Св. Августин“, Фолиньо)
- Различни фрески (Вила „Ботини“, Лука)